# Ouidah IV
Ne doit pas être confondu avec Ouidah I, Ouidah II ou Ouidah III.
Ouidah IV est l'un des dix arrondissements de la commune de Ouidah dans le département de l'Atlantique au Bénin,.

## Géographie
Ouidah IV est situé au Sud-ouest du Bénin et compte 07 quartiers que sont,: 
1. Docomey
2. Tovè Zobèto
3. Tovè Kpassèzounto
4. Vassèho
5. Wagniho
6. Womey
7. Houessouvo

## Démographie
Selon le recensement de la population de 2013 conduit par l'Institut national de la statistique et de l'analyse économique (INSAE), Ouidah IV compte 2325 ménages avec 9 475 habitants,.